# 出口典雄
出口 典雄（でぐち のりお、1940年5月2日 - 2020年12月16日）は、日本の演出家。劇団シェイクスピア・シアター主宰、同劇団附属演劇研究所講師。

## 来歴・人物
- 島根県松江市生まれ[3]。東京大学文学部美学科卒業。
- 1965年、文学座に入座。小田島雄志による「シェイクスピア研究会」に参加。
- 1972年、劇団四季へ移籍。
- 1975年、劇団シェイクスピア・シアターを旗揚げ。渋谷の小劇場ジァン・ジァンを拠点に『十二夜』の上演をスタートとしてシェイクスピア戯曲全37本の上演を目指す。翻訳は小田島雄志が担当。
- 1978年、第13回紀伊國屋演劇賞演出部門個人賞受賞。
- 1981年、『アントニーとクレオパトラ』の上演をもって全37作品の上演を達成。一人の演出家によるシェイクスピア全作品の演出・上演は世界初である。
- 現代風の演出に対して、福田恆存が批判し、NHK教育テレビで「Gパンハムレットを叱る」の題で、福田と出口の、それぞれのインタビューを組み合わせた疑似論争が行われた。
- 2020年12月16日、誤嚥性肺炎のため、死去[4]。80歳没。

## 主な演出作品

### シェイクスピア戯曲全37作品
- 1975年～現在（シェイクスピア・シアター）
- 各地の高校で芸術鑑賞会としての公演も行っている。

#### シェイクスピア・シアター以外での主なシェイクスピア演出
- 1968年『ハムレット』（文学座）
- 1971年『十二夜』（文学座）
- 1972年『ハムレット』『トロイラスとクレシダ』『ロミオとジュリエット』（文学座アトリエ公演「シェイクスピア・フェスティバル」に於いて連続上演、出演：江守徹、倉野章子ほか）
- 1990年『夏の夜の夢』（シアターコクーン、出演：柴俊夫、峰さを理、宮崎美子、山下裕子ほか）
- 1991年『ペリクリーズ』（グローブ座カンパニー、出演：上杉祥三、山崎清介、峰さを理ほか）

### シェイクスピア作品以外の演出
- 1974年『天保十二年のシェイクスピア』（井上ひさし作、初演）
  - 西武劇場（現PARCO劇場）プロデュース。
  - 於：西武劇場。
  - 出演：木の実ナナ、峰岸徹、観世栄夫、根岸明美、ほか。
- 1980年『三人姉妹』（アントン・チェーホフ作）
- 1984年『黒蜥蜴』オペラ全二幕（三島由紀夫原作）[5]
  - 東京オペラ・プロデュース。
  - 於：日本都市センターホール。
- 1985年『ローゼンクランツとギルデンスターンは死んだ』（トム・ストッパード作）
  - PARCO劇場製作。
  - 於：パルコパート3。
  - 出演：角野卓造、矢崎滋、ほか。
- 1987年『ブラック・コメディ』（ピーター・シェファー作）
  - 博品館劇場製作。
  - 於：博品館劇場。
  - 出演：矢崎滋、山口果林、ほか。
- 1987年『朱雀家の滅亡』（三島由紀夫作）
  - 銀座セゾン劇場（現ル・テアトル銀座）企画。
  - 於：銀座セゾン劇場。
- 1989年『カム・ブロー・ユア・ホーン』（ニール・サイモン作）
  - 博品館劇場製作。
  - 於：博品館劇場。
- 1992年『マリアの首』（田中千禾夫作）
  - 地人会、新劇団協議会主催。
  - 於：パナソニック・グローブ座（現東京グローブ座）。
  - 出演：寺田路恵、たかべしげこ、磯部勉、ほか。
- 1995年『耳に蚤（疑いのとりこ）』（ジョルジュ・フェドー作）
  - 劇団NLT。
- 2001年『桜の園』（アントン・チェーホフ作）
- 2002年『新ハムレット』（太宰治作）
- 2005年『エビスくん』（重松清原作）
- 2005年『シェイクスピア・リハーサル』（出口典雄作）
- 2007年『こころ』（夏目漱石原作）

## 著書
- シェイクスピアは止まらない（1988年、講談社）
- シェイクスピア作品ガイド37（2006年、成美堂出版）※監修。